# Hikaru Kosaka
Hikaru Kosaka (Saku, 21 oktober 1988) is een Japans veldrijder die anno 2016 rijdt voor Nasu Blasen.

## Veldrijden
| Seizoen   | Wereldbeker | Superprestige | GvA Trofee/bpost bank trofee | WK     | JK     | Overige                           | Totaal aantal zeges |
| --------- | ----------- | ------------- | ---------------------------- | ------ | ------ | --------------------------------- | ------------------- |
| 2008-2009 |             |               |                              |        | 5e     |                                   | 20                  |
| 2009-2010 |             |               |                              |        | 5e     |                                   | 0                   |
| 2010-2011 |             |               |                              |        | 4e     |                                   | 0                   |
| 2011-2012 |             |               |                              |        | 4e     |                                   | 0                   |
| 2012-2013 |             |               |                              | opgave | Zilver |                                   | 0                   |
| 2013-2014 |             |               |                              | 51e    | Zilver |                                   | 0                   |
| 2014-2015 |             |               |                              |        | Brons  |                                   | 0                   |
| 2015-2016 |             |               |                              |        | Brons  | Inawashiro                        | 1                   |
| 2016-2017 |             |               |                              |        |        | inawashiro village                | 2                   |
| 2017-2018 |             |               |                              |        | 1e     | nakauchi sagae-shi takashima-city | 4                   |

## Ploegen
- 2009 –  Blitzen Utsunomiya Pro Racing
- 2010 –  Utsunomiya Blitzen
- 2011 –  Utsunomiya Blitzen
- 2016 –  Nasu Blasen